# Национальный стадион (Лиссабон)
Национальный стадион (порт. Estádio Nacional), также известный как «Эштадиу Насьонал» — футбольный стадион в Оэйраше, округ Лиссабон, открытый 10 июня 1944 года в День Португалии. Национальный стадион вмещает 37 000 зрителей. На нём свои домашние матчи проводит национальная сборная Португалии по футболу. Владельцем стадиона является управляющая организация португальского футбола, Португальская футбольная федерация. С 1946 года на стадионе традиционно проводится финал Кубка Португалии, только пять раз с этого времени он проводился на других стадионах. В общей сложности 52 финала национального кубка были сыграны на этом стадионе. Самый престижный международный матч, сыгранный здесь, это был финал Кубка европейских чемпионов 1967 между «Селтиком» и «Интернационале». Матч окончился со счётом 2:1 в пользу «кельтов». «Селтик» стал первым британским клубом, выигравшим главный клубный трофей Европы. Команду Джока Стейна, добившуюся исторической победы, называют «Лиссабонскими львами».
В настоящее время на этом стадионе играет футбольный клуб «Белененсеш САД».

## Важные матчи
- 1967 — Финал Кубка европейских чемпионов («Селтик» 2:1 «Интер»)